# A Troll in Central Park
A Troll in Central Park е американски анимационен филм от 1994 г. на режисьорите Дон Блът и Гари Голдман. Озвучаващия състав се състои от Дом Де Луис, Клорис Лийчман, Чарлз Нелсън Райли, Филип Глейзър, Тауни Съншайн Глоувър, Хейли Милс и Джонатан Прайс.
Филмът е пуснат по кината в Съединените щати на 7 октомври 1994 г. от „Уорнър Брос“. Получава предимно положителни отзиви от критиката и печели 71,368 долара в северноамериканския бокс офис.